# Aleucanitis aberrans
Aleucanitis aberrans là một loài bướm đêm trong họ Noctuidae.